# Haus Diefenthäler
Das Haus Diefenthäler ist ein Bauwerk in Darmstadt. 

## Geschichte und Beschreibung
Das Haus Diefenthäler wurde im Jahre 1910 nach Plänen des Architekten Leonhard Schäfer erbaut.
Stilistisch gehört das Landhaus zum Traditionalismus.
Typische Details sind:
- die relativ schlichte Hausform
- das biberschwanzgedeckte Zeltdach
- große Dachgauben
- ein Relief auf der Fassade im Obergeschoss
- die Haustür; die von zwei klassizistischen Säulen flankiert wird
- die diagonal versprossten Fenster neben dem Haupteingang

## Denkmalschutz
Das Haus Diefenthäler im Heinrich-Rinck-Weg ist ein typisches Beispiel für den traditionalistischen Baustil in Darmstadt.
Aus architektonischen und stadtgeschichtlichen Gründen gilt das Gebäude als Kulturdenkmal.